# Hydroxyproline
Hydroxyproline is een gehydroxyleerde variant van het aminozuur proline. Het is een belangrijke bouwsteen van collageen.

## Structuur en voorkomen
Hydroxyproline verschilt van proline door de aanwezigheid van een hydroxylgroep.
Andere hydroxyprolines komen ook voor in de natuur, waarvan de belangrijkste 2,3-cis-, 3,4-trans-, en 3,4-dihydroxyproline zijn, die voorkomen in de celwanden van diatomeeën. Hydroxyproline komt ook voor in de celwanden van oömyceten, aan diatomeeën verwante schimmelachtige protisten.

## Productie en functie
Hydroxyproline wordt gevormd door de hydroxylering van het aminozuur proline door het enzym prolylhydroxylase als posttranslationele modificatie. Deze reactie vindt plaats in het endoplasmatisch reticulum.
Hydroxyproline is een belangrijk bestanddeel van collageen. Hydroxyproline en proline spelen een sleutelrol in de stabiliteit van collageen. Ze maken de scherpe draaiing van de collageenhelix mogelijk. De aanwezigheid van een hydroxylgroep vergroot de stabiliteit van het collageen. In eerste instantie werd geopperd dat watermoleculen een netwerk van waterstofbruggen vormen, die de hydroxylgroepen en de carbonylgroepen van de hoofdketen met elkaar verbinden. Later bleek echter dat de toename van stabiliteit vooral een gevolg is van stereo-elektronische effecten en dat de hydratatie van de hydroxyproline weinig of niet voor extra stabiliteit zorgen.
Hydroxyproline wordt behalve in collageen maar in weinig andere eiwitten gevonden. Het enige eiwit in zoogdieren dat ook hydroxyproline bevat, is elastine. Hydroxyproline wordt dan ook gebruikt als indicator om de hoeveelheid collageen en/of gelatine te bepalen.
Daarnaast worden hydroxyprolinerijke glycoproteïnen gevonden in celwanden van planten.

## Klinische relevantie
Voor de hydroxylering van proline is ascorbinezuur (vitamine C) nodig. De meest opvallende, eerste effecten (zoals haaruitval) van gebrek aan ascorbinezuur bij mensen zijn een gevolg van een defect in de hydroxylering van proline. Hierdoor neemt de stabiliteit van collageenmoleculen af, hetgeen resulteert in scheurbuik.